# Мотовилов Анатолій Геннадійович
Анатолій Геннадійович Мотовилов (1 червня 1946, Сталінськ, Кемеровська область, СРСР — 21 грудня 1990) — радянський хоккеїст, нападник. Майстер спорту СРСР міжнародного класу..

## Біографічні відомості
Вихованець дитячо--юнацької спортивної школи клубу «Металург» (Сталінськ). З 1961 року виступав за команду майстрів. За чотири сезони у чемпіонаті СРСР закинув 23 шайби.
У 1965—1978 роках захищав кольори московського «Динамо» (Москва). Четвертий бомбардир команди в чемпіонаті Радянського Союзу — 176 голів у 471 матчі. Чотири рази здобував срібні медалі і шість разів — бронзові нагороди першості СРСР. Чотири рази обирався до списку найкращих хокеїстів сезону (1966, 1967, 1968,1971). Його партнерами по атакувальній ланці у різні роки були Валентин Чистов, Валентин Григор'єв, Віктор Шилов, Олександр Сакеєв, Олександр Мальцев, Юрій Чичурін, Юрій Репс і Ігор Самочорнов. Член «Клубу 100 бомбардирів» — списку найрезультативніших хокеїстів у чемпіонаті країни (187 закинутих шайб)..
У складі збірної СРСР провів шістнадцять матчів. Зокрема, став переможцем міжнародного турніру на приз газети «Известия» 1971 року (2 матчі) і учасником турне по Канаді. Відзначився чотирма закинутими шайбами у ворота команди Кленового листа. За другу збірну СРСР провів 33 матчі (13 голів).
З 1980 року входив до тренерського штабу харківського «Динамо», був помічником Валентина Єгорова і Юрія Очнєва. У 1986—1990 роках очолював «Металург» (Новокузнецк).
Загинув у автокатастрофі 21 грудня 1990 року. Похований на Ваганьковском цвинтарі (ділянка № 50)..

## Досягнення
- Переможець турніру газети «Известия» — 1971
- Срібний призер чемпіонату СРСР — 1971, 1972, 1977, 1978
- Бронзовий призер чемпіонату СРСР — 1966, 1967, 1968, 1969, 1974, 1976
- Володар Кубка СРСР — 1972, 1976
- Фіналіст Кубка СРСР — 1966, 1969, 1970, 1974
- Чемпіон II зимової Спартакіади народів СРСР — 1966
- Володар Кубка Торонто — 1971, 1972
- Володар Кубка Ахерна — 1975, 1976